# Lancia Thesis
De Lancia Thesis is een sedan van het Italiaanse automerk Lancia. De wagen fungeerde als topmodel van het merk. De Thesis werd in 2001 aan het publiek voorgesteld tijdens het Autosalon van Genève. Een jaar later werd hij geïntroduceerd op de Nederlandse markt als opvolger van de Kappa (officieel Lancia K).

## Geschiedenis

### Introductie
In maart 2001 werd de Thesis (intern aangeduid als "Project 841") voor het eerst publiek getoond. Later dat jaar, op het IAA, werd ook het interieur getoond. Wat betreft het uiterlijk borduurde het ontwerp voort op de conceptcar "Lancia Diàlogos", een grote 4-deurs sedan met in tegengestelde richting opende achterdeuren ('suicide doors'). De Thesis kwam pas in 2002 naar Nederland toe om de Lancia Kappa op te volgen. In tegenstelling tot dat model is de Thesis alleen als sedan leverbaar, terwijl de Kappa ook als stationwagon en coupé verkrijgbaar was.
Vanaf de introductie tot april 2002 werd de Thesis gemaakt in de Rivalta-fabriek (Rivalta di Torino is een plaats net buiten Turijn), na sluiting van die fabriek kwamen de auto's uit de Mirafiori-fabriek in Turijn.
De Italiaanse president had meerdere modellen, normaal en verlengd (Lancia Thesis Stola), en uiteraard gepantserd. Ook het Vaticaan heeft een speciale versie in gebruik gehad als pausmobiel. Voorzien van het pauselijk wapen, en een open dak boven het passagiersgedeelte.

### Technieken
De Thesis deelt technisch het een en ander met de Alfa Romeo 166 maar dan in een gemoderniseerde vorm. Ook werden een aantal motoren overgenomen van dat model, zoals de diesels. De Thesis was bij de introductie leverbaar met 4 motoren waarvan drie benzinemotoren en een diesel. Het gamma begon met een 2.4 20v vijfcilinder met 170 pk en 226 Nm. Ook was er een 2.0 Turbo 20v met 185 pk en 308 Nm (deze twee motoren zijn overgenomen uit voorganger Kappa). Topmodel was een 3.0 V6 met 215 pk en 263 Nm. Deze motor kwam van Alfa Romeo. De diesel betrof een 2.4 JTD 10v met 150 pk en 305 Nm.
In 2003 werd het motorengamma uitgebreid. Naast de 3.0 V6 kwam er een 3.2 V6 (eveneens van Alfa Romeo) die 230 pk en 290 Nm leverde. Daarnaast kwamen er twee nieuwe opties bij. Te weten comfortstoelen (massage en ventilatie) en keyless-entry, waarbij het systeem de eigenaar herkent, de deuren automatisch ontgrendelt en de bestuurder de auto kan starten door middel van een startknop.
De Thesis kon de verwachtingen van Lancia niet waarmaken. Het model verkocht moeizaam, althans als je Italië buiten beschouwing laat, want daar was de Thesis wel een "succes". Er rijden in Italië ook vele gepantserde Thesis modellen rond, met name bij de Italiaanse overheid.
Lancia hoopte dat de Thesis het succes van de Thema (voorganger van de Kappa) kon evenaren, maar dat was niet het geval. In 2011 kreeg de Thesis een nieuwe opvolger die dezelfde naam droeg als een wagen uit 1984, de Lancia Thema. vanaf 2012 wordt het nieuwe model geleverd, wat in feite een Chrysler 300 is. Dit omdat moederbedrijf Fiat een deel van de Chrysler aandelen heeft overgenomen, en omdat er besloten is om de merknaam Chrysler in Europa te laten verdwijnen.
Huidige modellen:
Ypsilon
Recente modellen:
Dedra · 
Delta · 
Flavia · 
K · 
Lybra ·
Musa · 
Phedra ·
Prisma · 
Thema · 
Thesis · 
Trevi ·
Voyager - 
Y · 
Y10 · 
Z
Historische modellen na de Tweede Wereldoorlog:
2000 · 
Appia · 
Aurelia · 
Beta · 
D20 · 
D23 · 
D24 · 
D25 · 
D20 · 
Flaminia · 
Flavia · 
Fulvia · 
Gamma · 
Stratos
Historische modellen tijdens het Interbellum:
12 cil V · 
Aprilia · 
Ardea · 
Artena · 
Astura · 
Augusta · 
Dikappa · 
Dilambda · 
Kappa · 
Lambda · 
Trikappa
Historische modellen voor de Eerste Wereldoorlog:
Alfa · 
Beta 15/20HP · 
Dialfa · 
Didelta · 
Delta 20/30HP · 
Epsilon · 
Eta · 
Gamma 20HP · 
Theta · 
Zeta 12/15HP